# Metamorfosis (mitología)

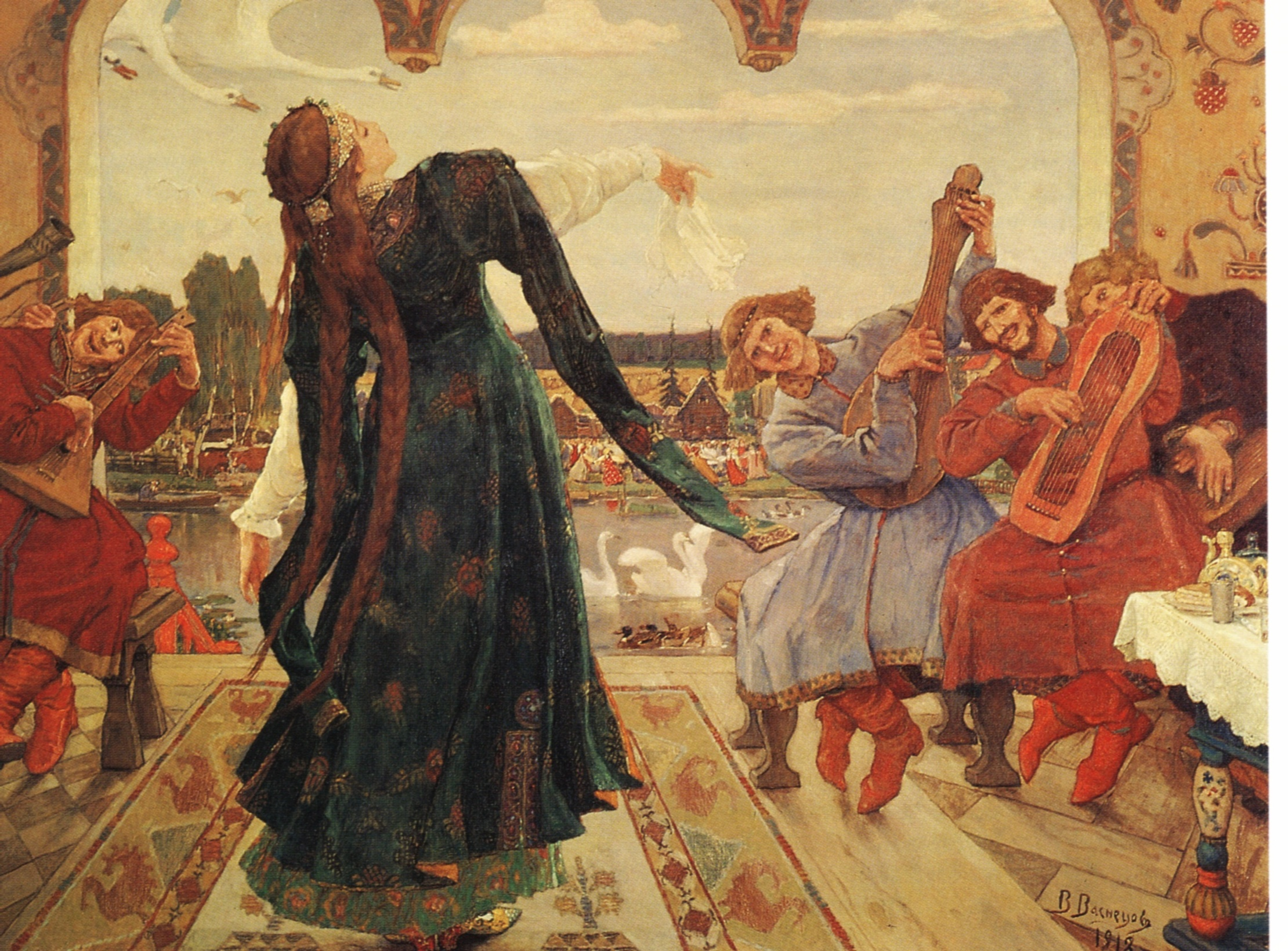
La zarevna rana (o La princesa rana), de Viktor Vasnetsov, habla de una rana que se metamorfosea en una princesa.

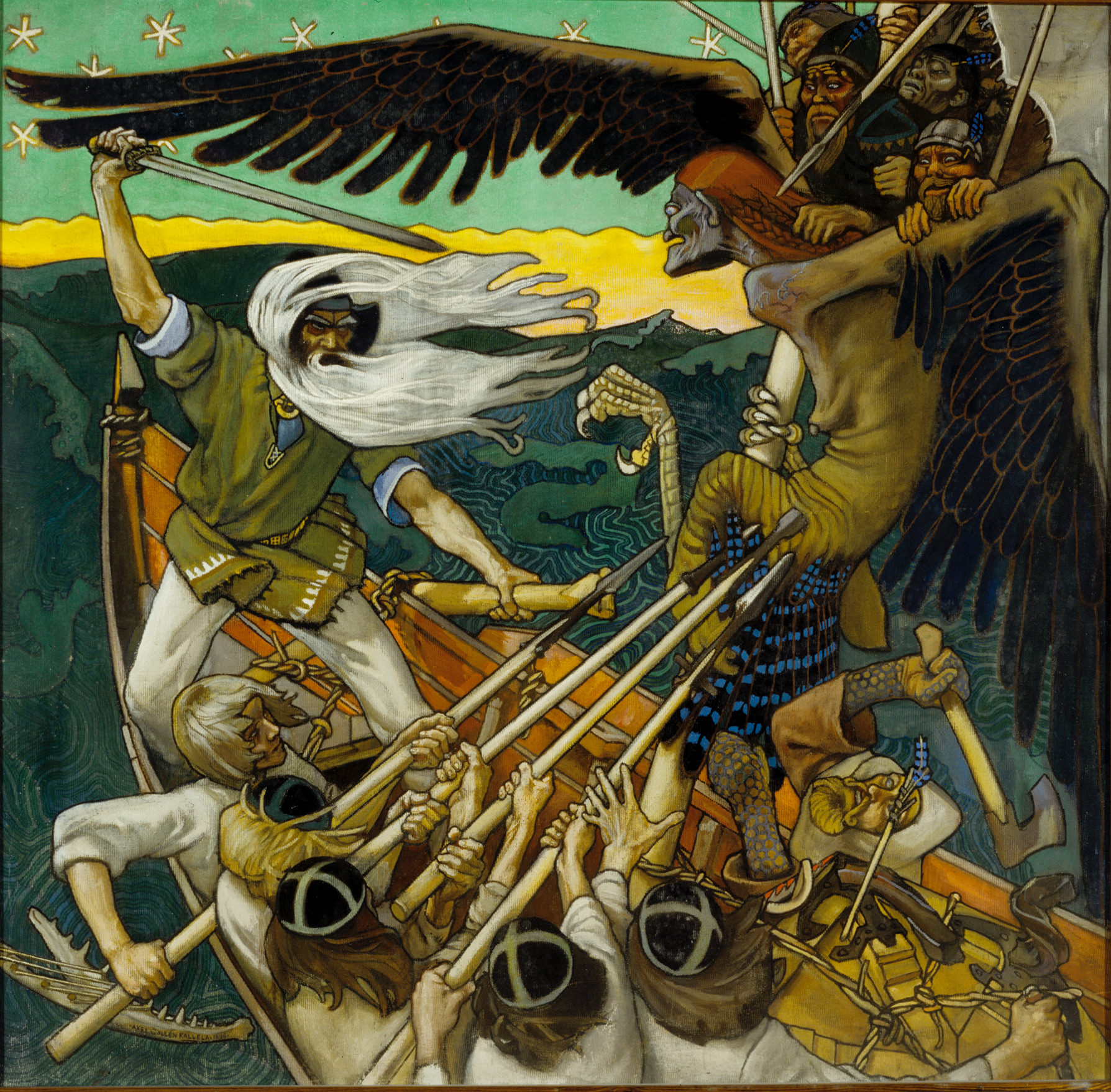
Louhi, señora del Norte, atacando a Väinämöinen en forma de águila gigante con sus tropas a la espalda cuando intentaba robar el sampo; en el poema épico finlandés Kalevala de Elias Lönnrot. (La defensa del Sampo, Akseli Gallen-Kallela, 1896)

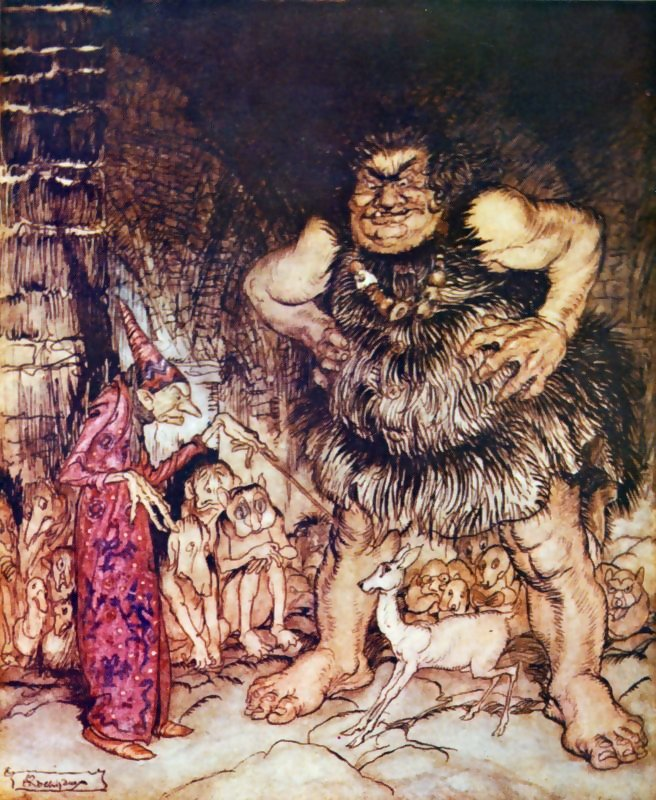
"El gigante Galligantua y el malvado mago anciano transforman a la hija del duque en una cierva blanca," por Arthur Rackham

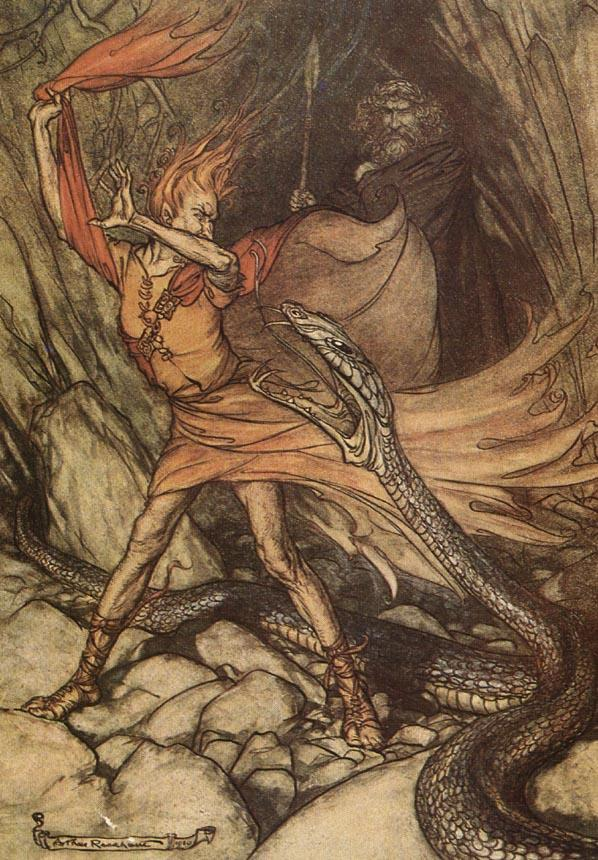
Loge finge miedo cuando Alberich se convierte en una serpiente gigante. Wotán está al fondo; ilustración de Arthur Rackham para Das Rheingold de Richard Wagner

En la mitología, el folclore y la ficción especulativa, la metamorfosis, transformación, mutación o cambio de forma es la habilidad de transformarse físicamente por medio de un poder inherentemente sobrehumano, intervención divina, manipulación demoníaca, magia, encantamientos o el haber heredado la habilidad. La idea de la metamorfosis o transformación aparece ya en las formas más antiguas de totemismo y chamanismo, así como en la literatura y poemas épicos más antiguos que aún sobreviven, como el Poema de Gilgamesh o la Ilíada. El concepto sigue siendo aún en la actualidad un recurso literario común en la fantasía moderna, en la literatura infantil y en la cultura popular. Un personaje que puede cambiar de forma a voluntad es llamado shapeshifter en idioma inglés, y si bien no existe una palabra específica en español para traducirla, se ha empleado la palabra cambiante o cambiaforma. 

## Folklore y mitología

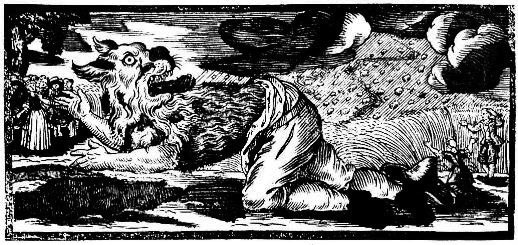
1722 Xilografía alemana de un hombre lobo transformándose

El motivo de seres que cambian de forma es común en muchos tipos de folclore y mitologías de todas partes del mundo. Ejemplos de criaturas populares que cambian de forma en el folclore son los hombres lobo y los vampiros (mitos principalmente de origen europeo, y de las comunidades de nativos americanos canadienses y estadounidenses), los huli jing en Asia oriental (entre ellos los kitsune japoneses y los kumiho coreanos), así como los dioses, diosas y demonios de numerosas mitologías, como el nórdico Loki o el griego Proteo. La metamorfosis a la forma de un lobo gris es conocida específicamente como licantropía, y las criaturas que sufren tal cambio son llamadas licántropos. El término más general para referirse a las transformaciones de humanos a animales y viceversa es teriantropía (o teriomorfismo), pero solo es raramente usado. También era común que las deidades transformaran a mortales en animales o plantas.
Otros términos para referirse a criaturas que cambian de forma son los de metamorfo, el skin-walker de los navajo, mimic y teriantropo.
Si bien la idea popular de una criatura que cambia de forma es la de un ser humano que se convierte en algo más,  existen numerosas historias sobre animales que pueden transformarse también.

### En el folclore y mitología greco-romanas

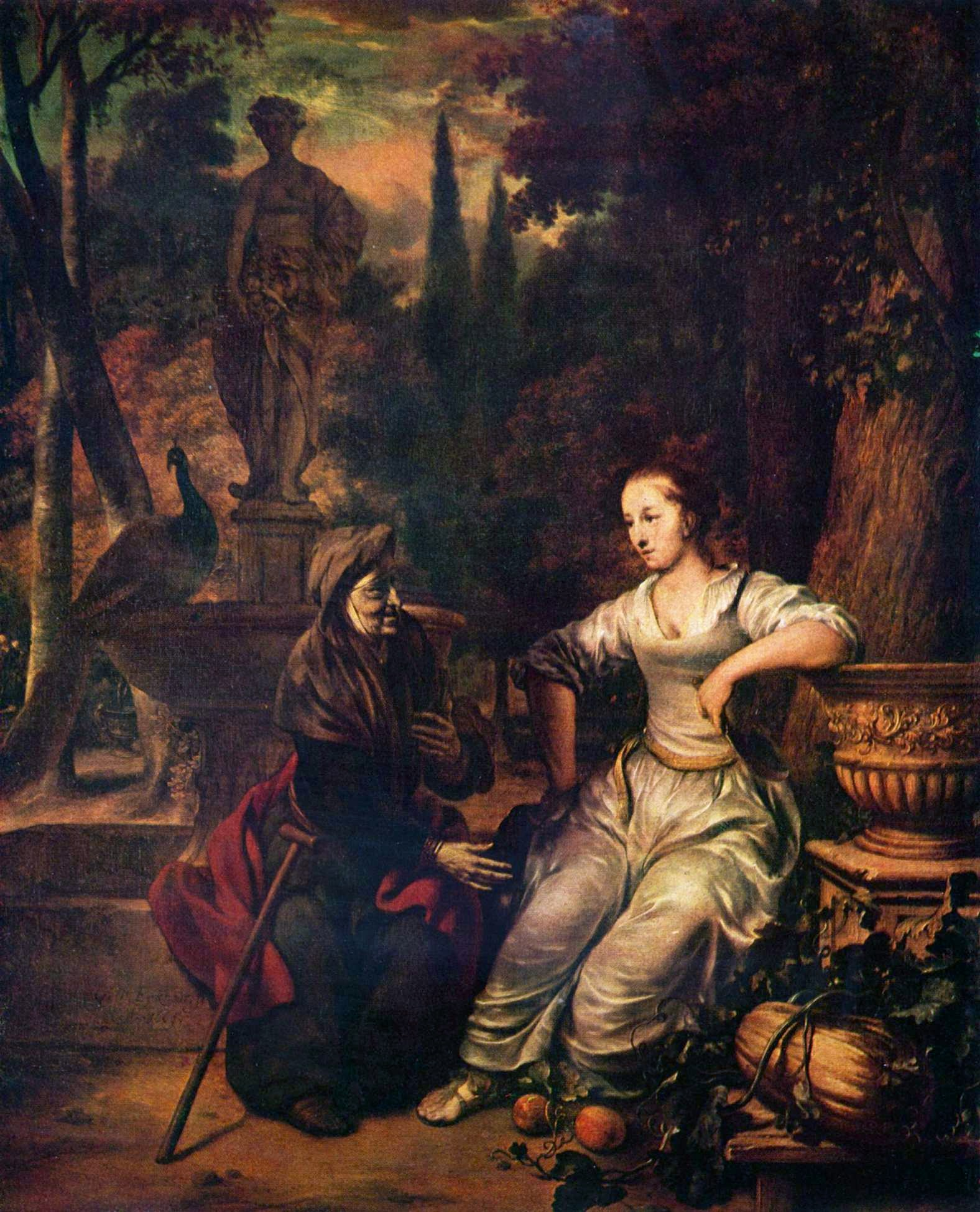
Vertumno en la forma de una anciana, cortejando a Pomona, por Gerbrand van den Eeckhout.

Existen numerosos ejemplos de metamorfosis en la literatura clásica, entre ellos en Las metamorfosis de Ovidio, Circe transformando a los hombres de Odiseo en cerdos en La odisea de Homero, o Lucio transformándose en un burro en Las metamorfosis de Apuleyo. Proteo era famoso entre los dioses por sus transformaciones: tanto Menelao como Aristeo le atraparon para sacarle información, y lo logran solo gracias a que le sostuvieron con fuerza durante sus diversas transformaciones. Nereo le dijo a Heracles dónde encontrar las manzanas de las Hespérides por la misma razón.
Se creía que la titánide Metis, la primera esposa de Zeus y madre de Atenea, podía transformarse en cualquier cosa que quisiera. Según un relato, era tan orgullosa que su esposo, Zeus, la convenció con engaños para que se transformara en mosca, y luego se la tragó, temiendo que tuvieran un hijo que llegara a ser más poderoso que el mismo Zeus. Sin embargo, Metis ya estaba embarazada, y se mantuvo con vida dentro de su cabeza, donde forjó una armadura para su hija. Los golpes del metal le producían a Zeus dolor de cabeza, por lo que Hefesto le parte la cabeza con un hacha. Atenea saltó de la cabeza de su padre, ya completamente adulta y vistiendo armadura de batalla.

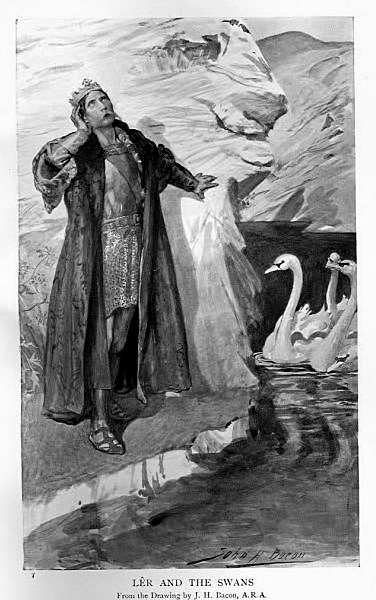
Los hijos de Lir, transformados en cisnes en los cuentos irlandeses

En la mitología griega, la transformación suele ocurrir como castigo de los dioses a los humanos que los hacen enojar.
- Zeus transformó al rey Licaón y a sus hijos en lobos (de allí la palabra licantropía) como castigo por matar a los hijos de Zeus o porque Licaón sacrifica a su propio hijo Níctimo y se lo da de comer al dios, dependiendo de la versión exacta del mito.
- Ares le ordena a Alectrión que sirva de centinela y lo alerte de la presencia de los otros dioses durante su romance con Afrodita, pero Alectrión se queda dormido, lo que llevó a que les descubrieran y humillasen esa mañana. Ares convirtió a Alectrión en un gallo, que siempre canta para señalar la mañana.
- Deméter transformó a Ascalabo en lagarto por burlarse de su dolor y de su sed durante la búsqueda de su hija Perséfone. También transformó al rey Linco en lince por intentar asesinar a su profeta Triptólemo.
- Atenea transformó a Aracne en una araña por desafiarla como tejedora o por tejer un tapiz que insultaba a los dioses. También convirtió a Nictimene en lechuza, aunque en este caso como un acto de misericordia, pues la chica deseaba esconderse de la luz del día por la vergüenza de haber sido violada por su padre.
- Artemisa transformó a Acteón en ciervo por espiarla mientras se bañaba, y éste es más tarde devorado por sus propios perros de caza.
- Galantis fue transformada en comadreja o gato tras interferir en los planes de Hera para evitar el nacimiento de Heracles.
- Atalanta e Hipómenes se convirtieron en leones tras hacer el amor en un templo dedicado a Zeus o a Cibeles.
- Io era una sacerdotisa de Hera en Argos, una ninfa que fue violada por Zeus, quien la convirtió en novilla para que Hera no la atacara.
- Hera castigó al joven Tiresias transformándolo en mujer y, siete años después, de nuevo en hombre.
- El rey Tereo, su esposa Procne y su hermana Filomela se convirtieron en pájaros (abubilla, golondrina y ruiseñor respectivamente), cuando Tereo violó a Filomela y le cortó la lengua, y en venganza ella y Procne le dieron a comer la carne de su hijo asesinado, Itis (que en algunas variantes resucita como jilguero).

Si bien los dioses griegos podían usar la transformación de manera punitiva –como cuando Medusa es convertida en monstruo por tener relaciones sexuales con Poseidón (o por ser violada por éste, en la versión de Ovidio) en el templo de Atenea–, de manera aún más frecuente las historias que hablan de metamorfosis son de aventuras amorosas. Zeus se transformaba repetidamente para acercarse a las mortales como un medio para obtener acceso carnal a:
- Dánae, en forma de una lluvia de oro
- Europa, en forma de toro
- Leda, en forma de cisne
- Ganimedes, en forma de águila
- Alcmena, en la forma de su esposo Anfitrión
- Hera, en forma de cuco
- Leto, en forma de codorniz
- Sémele, en la forma de un pastor mortal
- Io, en forma de nube
- Némesis (diosa de la retribución) se transformó en una oca para escapar de los avances de Zeus, pero éste se convirtió en cisne. Más tarde, Némesis puso el huevo en el que se encontró a Helena de Troya.

Vertumno se transformó en una anciana para poder entrar al huerto de Pomona, donde la convence de que se casen.

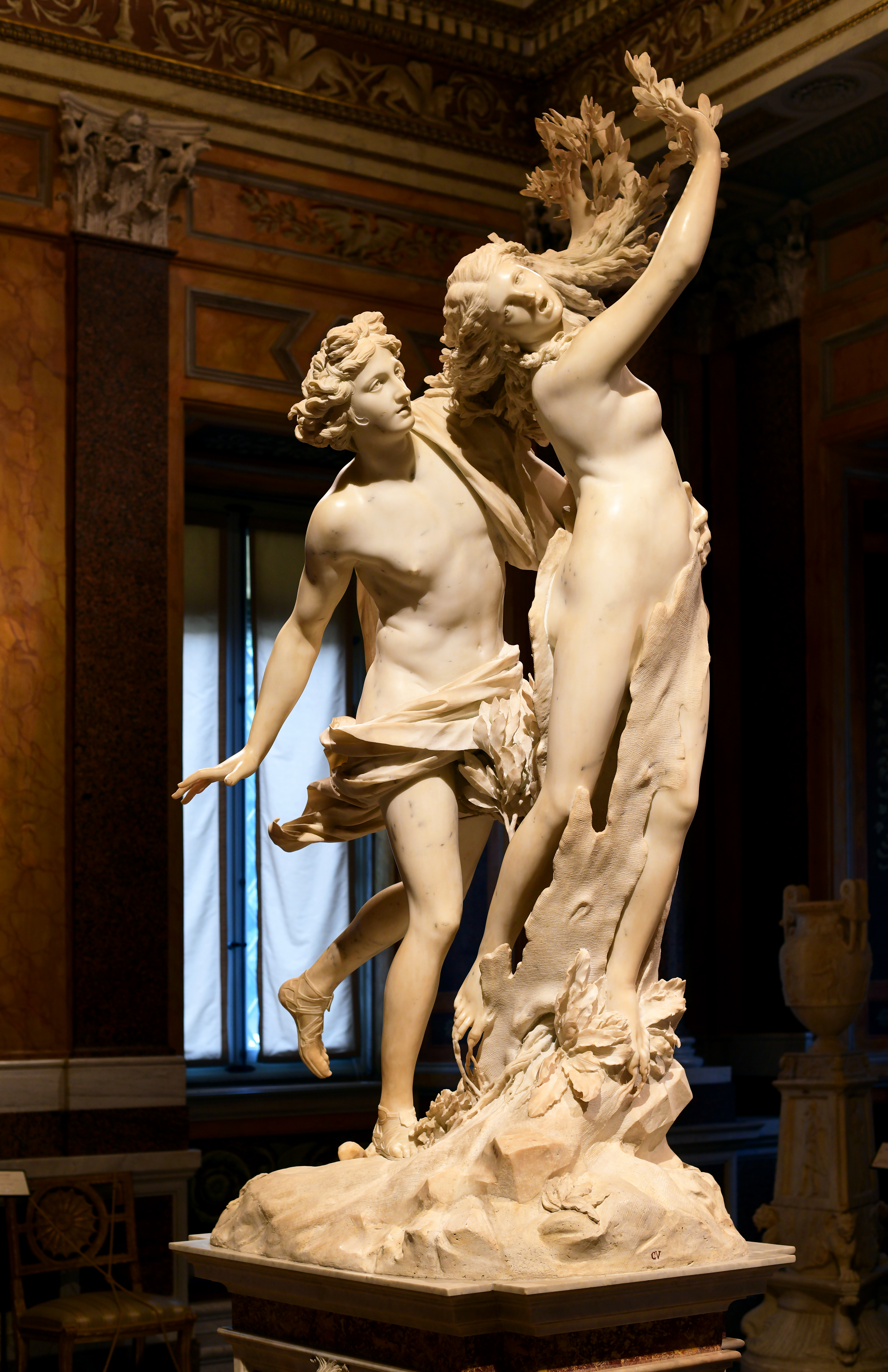
Gianlorenzo Bernini, Apolo persiguiendo a una renuente Dafne que se transforma en un árbol de laurel

En otros cuentos, la mujer apelaba a otros dioses para que la protegieran de la violación y eran transformadas (Dafne en árbol de laurel, Cornix en cuervo). A diferencia de las transformaciones de Zeus y otros dioses, estas mujeres se metamorfoseaban de manera permanente.
En un relato, Deméter se transformó en yegua para escapar de Poseidón, pero Poseidón se transformó a su vez en un semental para perseguirla y logró violarla. Cenis, después de haber sido violada por Poseidón, le exige que la transforme en varón. El dios estuvo de acuerdo y ella se convierte en Céneo, una forma que nunca abandonó, excepto, en algunas versiones, al morir.
Al morir, Baucis y Filemón son transformados en un par de árboles, como recompensa final de los dioses por su hospitalidad.
En algunas variantes de la historia de Narciso, éste se transforma en una flor de narciso.

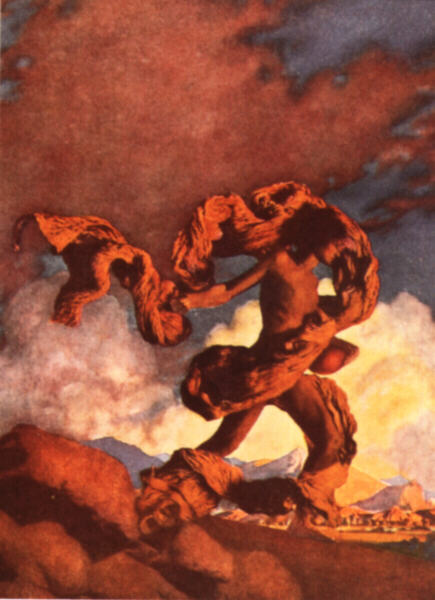
"Cadmo sembrando los dientes del dragón" por Maxfield Parrish

En ocasiones, las metamorfosis transformaban objetos en seres humanos. En los mitos de Jason y Cadmo, una de las tareas asignadas al héroe es la de sembrar dientes de dragón, que al sembrarse se transforman en belicosos guerreros, y ambos héroes para sobrevivir tuvieron que lanzarles una piedra para engañarlos y que luchen entre sí. Deucalión y Pirra repoblaron el mundo después de un diluvio arrojando piedras a sus espaldas; se transformaron en personas. Se dice en algunos relatos que Cadmo se transformó en un dragón o una serpiente hacia el final de su vida. Pigmalión se enamoró de Galatea, una estatua que él mismo había hecho. Afrodita se compadeció de él y transformó la piedra en una mujer de carne y hueso.

### En la mitología y folclore británicos e irlandeses
Hadas, brujas y hechiceros eran famosos por su habilidad para cambiar de forma. No todas las hadas podían transformarse, y algunas solo daban la apariencia de poder hacerlo, a través de su poder de crear ilusiones (llamado "glamour"). En algunos casos, los poderes de transformación de estos seres se limitaban a cambiar de tamaño, como era el caso de los spriggans, y en otros estaban limitados a unas pocas formas. Otros seres, en cambio, como el Hedley Kow, podían transformarse en muchas formas, y los hechiceros humanos y sobrenaturales eran capaces de transformarse y de transformar a otros.
Las brujas podían convertirse en liebres y en esa forma robar mantequilla y leche.
Muchos cuentos de hadas británicos, como Jack el cazador de gigantes o El toro negro de Norroway, incluyen personajes que cambian de forma.

#### Mitología celta
Arawn transformó a Pwyll en su propia forma, y luego se transformó él mismo en Pwyll, para que pudieran intercambiar lugares durante un año y un día.
Llwyd ap Cil Coed transformó a su esposa y sus asistentes en ratones para que atacaran una cosecha en venganza; cuando su esposa es capturada, se transforma sucesivamente en tres clérigos para intentar pagar un rescate por ella.
Math fab Mathonwy y Gwydion transforman unas flores en una mujer llamada Blodeuwedd, y cuando ésta traiciona a su esposo Lleu Llaw Gyffes, quien se transforma en águila, la transforman nuevamente en una lechuza.
Gilfaethwy viola a Goewin, la asistente virgen de Math fab Mathonwy, con la ayuda de su hermano Gwydion. Los dos son transformados como castigo en animales, durante un año cada uno. Gwydion fue transformado en ciervo, jabalí hembra y lobo, y Gilfaethwy en cierva, jabalí macho y loba. Cada año dieron cría. Math convirtió a los tres animales en niños.
Gwion, habiendo bebido accidentalmente parte de la poción de la sabiduría que preparaba Ceridwen para su hijo, huyó de ella a través de una sucesión de transformaciones a las que ella respondía transformándose a su vez, terminando transformado en grano de maíz y siendo devorado por ella como una gallina. Ceridwen queda embarazada y Gwion renace en una nueva forma, como Taliesin.
Existen numerosas historias sobre las selkies, unas focas que pueden quitarse la piel para ponerse en contacto con los seres humanos durante un breve período de tiempo antes de que deban regresar al mar. Entre los mitos fundacionales del clan MacColdrum de Uist se menciona la unión entre el fundador del clan y una selkie metamorfoseada. Otra de tales criaturas es la selkie escocesa, que necesita su piel de foca para poder volver a su forma original. En la historia El gran silkie de Sule Skerry, un selkie varón seduce a una mujer humana. Las historias que mencionan a tales criaturas suelen ser tragedias románticas.

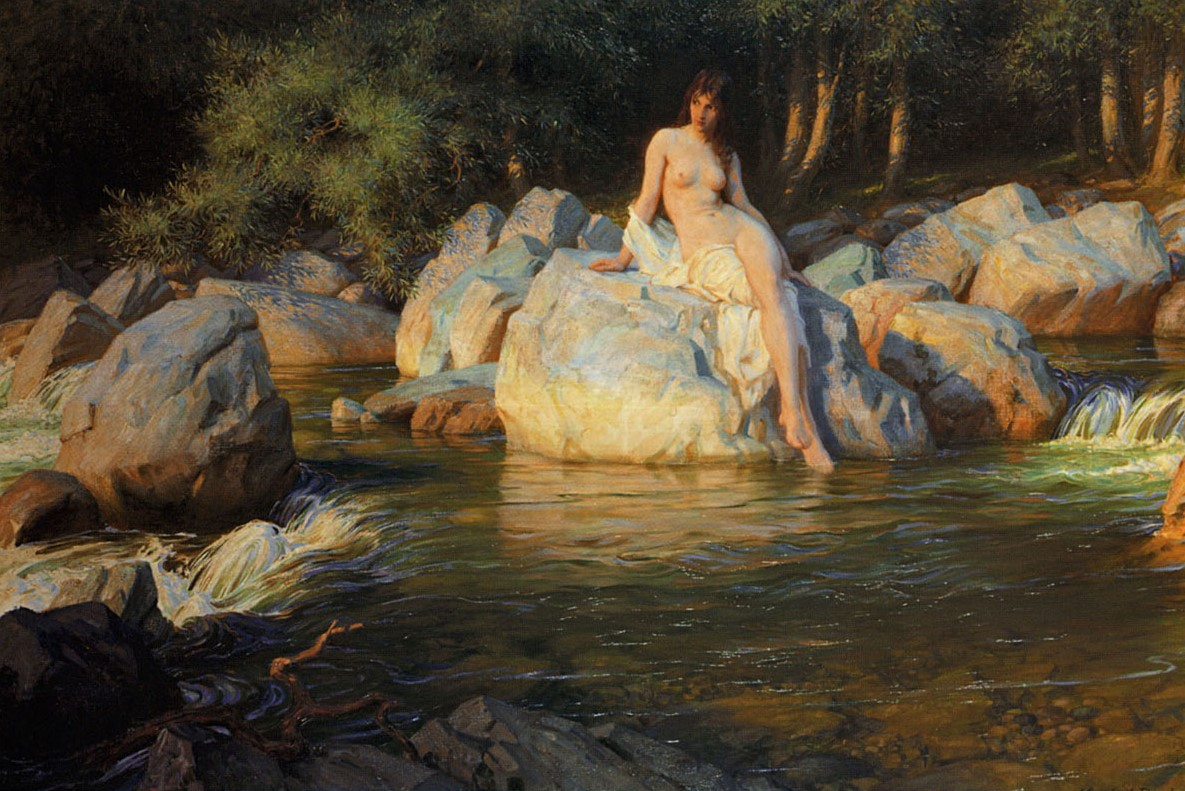
Kelpie transformada en humana, de Herbert James Draper

En la mitología escocesa aparecen seres que cambian de formas, lo que les permite a estas diversas criaturas engatusar, engañar, cazar o matar personas. Se creía que espíritus del agua como el each-uisge, que habitan en los lochs y vías fluviales de Escocia, aparecían en forma de caballo o de hombre joven. Otras historias incluyen a kelpies que salían de lochs y ríos transformados en caballos o mujeres para atraer y matar a viajeros cansados. Tam Lin, un hombre capturado por la Reina de las Hadas, es transformado en todo tipo de bestias antes de que le rescaten. Finalmente es convertido en carbón ardiente y arrojado a un pozo, tras lo cual reaparece en su forma humana. El motivo de capturar a una persona manteniéndola retenida por medio de toda suerte de transformaciones es un hilo común en los cuentos populares.
Tal vez el mito irlandés más famoso sea el de Aoife, que transformó a sus hijastros, los Hijos de Lir, en cisnes para deshacerse de ellos. De igual manera, en el Tochmarc Étaíne, los celos de Fuamnach transforman a Étaín en mariposa. El ejemplo más dramático de transformación en el mito irlandés es el de Tuan mac Cairill, el único sobreviviente del asentamiento de Partolón en Irlanda. En sus varios siglos de vida se transformó sucesivamente en ciervo, jabalí, halcón y finalmente en salmón antes de ser devorado y (como en el Cortejo de Étaín) renacer como humano.
El Púca es un tipo de hada celta y también diestro en cambiar de formas. Puede transformarse en muchas formas diferentes y aterradoras.
Sadhbh, la esposa del famoso héroe y cazador Fionn mac Cumhaill, fue transformada en ciervo por el druida Fer Doirich cuando ésta rechazó sus avances amorosos.

### En el folclor y mitología nórdicas
Existe una gran cantidad de literatura sobre personajes que pueden cambiar de forma en una variedad de cuentos nórdicos.
En el Lokasenna, Odín y Loki se lanzan burlas mutuas por haber adoptado la forma de hembras y haber lactado a las crías a las que habían dado a luz. Una edda del siglo XIII relata que Loki adoptó la forma de una yegua para dar a luz al corcel de Odín, Sleipnir, que fue el caballo más rápido que jamás haya existido, así como adoptó también la forma de una loba para dar a luz a Fenrir.
Svipdagr enfureció a Odin, quien lo convirtió en dragón. A pesar de su apariencia monstruosa, su amante, la diosa Freyja, se rehusó a irse de su lado. Cuando el guerrero Hadding encuentra y mata a Svipdagr, Freyja lo maldice para que dondequiera que fuera fuera perseguido por una tempestad y rechazado como la plaga.[cita requerida]En Hyndluljóð, Freyja transformó a su protegido Óttar en jabalí para esconderlo. También poseía una capa hecha de plumas de halcón que le permitía transformarse en uno, capa que Loki se llevó prestada ocasionalmente.
La saga völsunga menciona muchos personajes que pueden cambiar de forma. La madre de Siggeir se convirtió en lobo para ayudar a torturar con muertes lentas e ignominiosas a sus derrotados cuñados. Cuando uno de ellos, Sigmund, sobrevive, él, su sobrino, y su hijo Sinfjötli mataron unos hombres que vestían pieles de lobo; cuando ellos mismos se pusieron las pieles, fueron maldecidos y se convirtieron en hombres lobo.
El enano Andvari es descrito como capaz de convertirse mágicamente en un lucio. Alberich, su contraparte en El anillo del nibelungo de Richard Wagner, adopta muchas formas usando el Tarnhelm, entre las que se cuentan una serpiente gigante y un sapo, en un fallido intento de impresionar o intimidar a Loki y a Odín/Wotán.
Fafner era originalmente un enano, un gigante o incluso un ser humano, dependiendo del mito particular, pero en todas las variantes se transforma en un dragón (símbolo de la codicia) mientras vigilaba su mal habido tesoro. Su hermano, Ótr, disfrutaba pasar tiempo en forma de nutria, lo que lo llevó a que Loki lo matara accidentalmente.
En Escandinavia existía, por ejemplo, la famosa raza de mujeres-lobo conocida con el nombre de Maras, mujeres que se transformaban en las noches para ir en busca de enormes monstruos mitad humanos y mitad lobo. Se decía que si una mujer a medianoche estiraba la membrana que envuelve a los potros al nacer entre cuatro palos y se arrastraba por entre ella desnuda, daría a luz hijos sin sentir dolor, pero todos los hijos serían chamanes y todas las hijas serían Maras.[cita requerida]
A veces se dice que los Nisse (una suerte de gnomos) podían cambiar de forma. Este rasgo también se le atribuye a las huldras.
A Gunnhildr, madre de reyes (Gunnhild konungamóðir) (c. 910 - c. 980), una figura cuasi histórica que aparece en las sagas de los islandeses, según las cuales era esposa de Erik Hacha Sangrienta, se le atribuían poderes mágicos, entre ellos el de cambiar de forma y convertirse a voluntad en una ave. Es el personaje central de la novela Mother of kings de Poul Anderson, que explora considerablemente sus habilidades de transformación.

### Otras tradiciones

#### Armenias
En la mitología armenia, personajes que cambian de forma incluyen al Nhang, un monstruo serpentino de río que puede transformarse en mujer o foca, y que ahoga a los humanos y luego bebe su sangre, o el benéfico Shahapet, un espíritu guardián que podía aparecer en forma de hombre o de serpiente.

#### Indias
La antigua mitología india habla de las Nāga, serpientes que a veces podían asumir forma humana. Las escrituras describen a los Ráksasa (demonios) que adoptaban formas de animales para engañar a los humanos. El Ramayana también menciona a los Vánara, un grupo de humanoides simiescos que tenían poderes sobrenaturales y podían cambiar de forma.
Las yoguinis estaban asociadas con el poder de transformarse en hembras animales.
En la fábula india La novia perro del Folklore de los Santal Parganas de Cecil Henry Bompas, un pastor de búfalos se enamora de un perro que tiene el poder de convertirse en mujer al bañarse.
En Kerala existía una leyenda sobre los hombres del clan Odiyan, que se cree en el folclore de Kerala pueden  transformarse y adoptar formas de animales. Se dice que los odiyanos habitaron la región de Malabar en Kerala antes del uso generalizado de la electricidad.

#### Filipinas
La mitología filipina incluye al Asuang, un monstruo vampírico capaz de transformarse en murciélago, en un gran perro negro, un gato negro, un jabalí negro o alguna otra forma para acechar a los humanos en las noches. El folclore también menciona a otros seres como los Kapre, los Tikbalang y los Engkanto, que cambian de forma para cortejar a hermosas doncellas. Además, se habla de talismanes (llamados "anting-anting" o "birtud" en los dialectos locales) que pueden darle quienes los porten la habilidad de cambiar de forma. En una historia, Chonguita la esposa del mono, una mujer es transformada en mono, y solo puede regresar a su forma humana nuevamente si puede casarse con un hombre apuesto.

#### Tártaras
En el folclore tártaro aparece Yuxa, una serpiente centenaria que puede convertirse en una hermosa joven y que busca casarse con hombres para tener hijos.

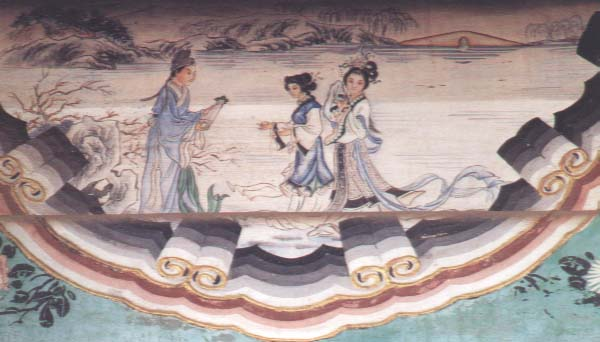
Dibujo de la "Señora Serpiente Blanca" en una larga terraza en el Palacio de Verano, Beijing, China

#### Chinas
La mitología china incluye muchos cuentos de animales que cambian de formas, capaces de tomar forma humana. El más común es el huli jing, un espíritu zorro que suele aparecer como una hermosa joven. La mayoría de estas criaturas son peligrosas, pero algunas aparecen como las heroínas en historias de amor. La Señora Serpiente Blanca es una de tales leyendas: una serpiente se enamora de un hombre, y la historia relata las pruebas que ella y su esposo tuvieron que pasar.

#### Japonesas

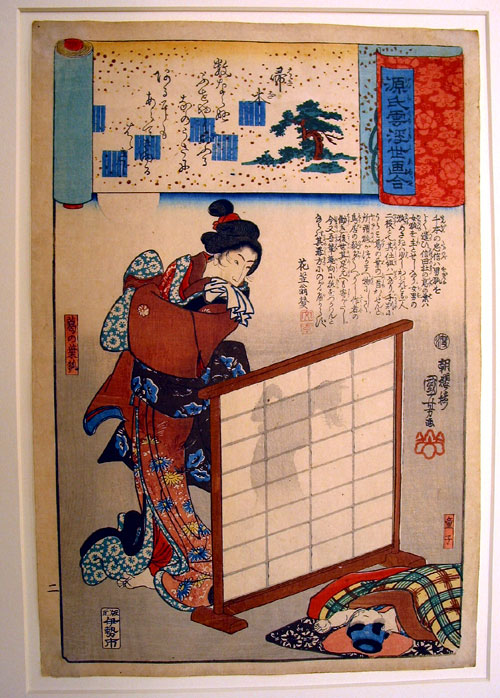
Kuzunoha, la mujer zorro, proyectando una sombra de zorro

En el folclore japonés, los ōbake son un tipo de yōkai con la habilidad de transformarse. El zorro, o kitsune, es uno de los más conocidos, pero hay otras criaturas similares como los bakeneko, los mujina y los tanuki .

#### Coreanas
La mitología coreana también incluye un zorro con la capacidad de transformarse. A diferencia de sus homólogos chinos y japoneses, el kumiho siempre es malévolo. Usualmente lleva forma de una bella joven. Una historia habla de un hombre que aspira a convertirse en seductor y que es revelado como un kumiho. Las kumiho tienen nueve colas y como desean ser humanas completas, usan su belleza para seducir hombres y comer sus corazones (o en algunos casos sua hígados, siendo la creencia que 100 hígados la convertirían en una humana de verdad).

#### Somalíes
En la mitología somalí, Qori ismaris ("El que se frota con un palo") era un hombre que podía transformarse en "hombre hiena" al frotarse con un palo mágico al anochecer y que podía volver a su forma humana repitiendo este mismo proceso antes del amanecer.

#### Sudafricanas
ǀKaggen es Mantis, un demiurgo y héroe popular del pueblo ǀXam del sur de África. Es un dios trickster que puede transformarse, por lo general adoptando la forma de una mantis religiosa, pero también de un eland macho, un piojo, una serpiente, o una oruga.

#### Trinidad y Tobago
El Ligahoo o loup-garou es un personaje que cambia de forma en el folclore de Trinidad y Tobago. Se cree que esta habilidad única se transmite en algunas antiguas familias criollas, y generalmente se asocia con médicos brujos y practicantes de magia africana.

#### Mapuches (Argentina y Chile)
El nombre del lago Nahuel Huapi en Argentina se deriva del topónimo de su isla principal en mapudungun (lengua mapuche): "Isla del Jaguar (o Puma)", de nahuel, "puma (o jaguar)" y huapí, "isla". Sin embargo, la palabra "Nahuel" también puede significar "un hombre que por brujería ha sido transformado en puma" (o jaguar).

#### Mitología eslava
Uno de los dioses principales de la mitología eslava, Veles, era dios de los animales, la magia y el inframundo, y era capaz de cambiar de forma. A menudo se le representaba como un oso, un lobo, una serpiente o un búho. También se convirtió en un dragón cuando luchó contra Perún, el dios eslavo de las tormentas.

### Cuentos populares
- En el cuento finlandés El pájaro mágico, tres jóvenes hechiceras intentan asesinar a un hombre que sigue volviendo a la vida. La venganza del hombre es convertirlas en tres yeguas negras y hacer que les pongan arneses y tengan que tirar de pesadas cargas hasta que esté satisfecho.
- En The Laidly Worm of Spindleston Heugh, una leyenda de Northumbria de alrededor del siglo XIII, la princesa Margarita de Bamburgh es transformada en dragón por su madrastra; esto se debió a que, como en el caso de la madrastra de Blancanieves, envidiaba su belleza.[18]
- En la Child ballad 35, "Allison Gross", la bruja del título transforma a un hombre en un wyrm por rehusarse a ser su amante. Este es un motivo que se encuentra en muchas leyendas y cuentos populares.[19]
- En el cuento alemán El novio de la rana, recopilado por el folclorista y etnógrafo Gustav Jungbauer, el menor de los tres hijos de un granjero, Hansl, se ve obligado a casarse con una rana, que eventualmente resulta ser una hermosa mujer que había sido transformada por un hechizo.
- En algunas variantes de los cuentos de hadas, tanto El príncipe rana o más comúnmente La princesa rana, así como la Bestia de La bella y la bestia, son transformados como una forma de castigo por alguna transgresión. En ambos casos son restaurados a sus formas reales después de ganarse el amor de un ser humano a pesar de su apariencia.
- En el cuento popular lituano más famoso, Eglė, la reina de las serpientes, Eglė se transforma y a sus hijos en árboles de manera irreversible como castigo por la traición, mientras que su marido puede transformarse a voluntad en serpiente.
- En East of the Sun and West of the Moon, el héroe es transformado en oso por su malvada madrastra, que quiere obligarlo a que se case con su hija.[20]
- En La reina marmota de Italo Calvino, Morgan le Fay convierte a una reina española en roedor.
- En La yegua del nigromante, un cuento italiano de Turín de Guido Gozzano, un barón nigromante convierte a la princesa de Corelandia en yegua por negarse a casarse con él. Solo el amor y la inteligencia de Cándido liberan a la princesa del hechizo.
- El ciervo en el bosque, un cuento napolitano escrito por Giambattista Basile, describe cómo la princesa Desiderata es convertida en cierva por un hada celosa.
- Del libro de cuentos croata, Sesenta cuentos populares de fuentes exclusivamente eslavas de A. H. Wratislaw, la fábula titulada "La loba" habla de una enorme loba con la costumbre de transformarse en mujer de vez en cuando quitándose la piel. Un día, un hombre es testigo de la transformación, y decide robarle la piel y casarse con ella.
- Los hijos del mercader es una historia finlandesa sobre dos hermanos, uno de los cuales intenta ganar la mano de la malvada hija del zar. A la chica no le gusta su pretendiente y desea que le maten, pero él la convierte en una hermosa yegua que él y su hermano cabalgan. Al final, la convierte de nuevo en mujer y se casa con ella.
- En Dapplegrim, para casarse con una princesa, ésta debe esconderse dos veces y el protagonista debe encontrarla, y luego debe él esconderse y ella ser incapaz de encontrarlo. La princesa se transforma en pato y en una hogaza de pan, y el hombre se transforma en garrapata y en un pedazo de tierra.
- En el cuento de hadas literario La princesa mendiga, para salvar a su amado príncipe, la princesa Yvonne tiene que cumplir con las misiones que le pone el cruel rey Ironheart y se transforma en una anciana.[21]

## Temas
La metamorfosis o cambio de forma puede usarse como un dispositivo de trama, como cuando el gato con botas de los cuentos de hadas engaña a un ogro para que se convierta en ratón y luego se lo come. La transformación también puede tener una importancia simbólica, como en el caso de la La bella y la bestia, en el que la transformación de la Bestia se usa para enfatizar la capacidad de Bella de aceptarlo a pesar de su apariencia.
Cuando se adopta una forma de manera involuntaria, el efecto temático puede ser uno de confinamiento o restricción: la persona está atada a la nueva forma. En casos extremos, como en la petrificación, el personaje queda discapacitado por completo. Por otra parte, la transformación voluntaria puede ser un medio de escape y liberación. Incluso cuando la forma no se adopta para producir un escape literal, las habilidades específicas de la forma permiten que el personaje actúe de una manera que era imposible previamente.
Ejemplos de esto se encuentran en cuentos de hadas. Por ejemplo, un príncipe que se ve obligado a tomar la forma de un oso (como en East of the Sun and West of the Moon) es un prisionero, mientras que una princesa que adopta la forma de un oso de manera voluntaria para huir de una situación (como en La osa) escapa gracias a su nueva forma. En los libros de la serie Terramar, Ursula K. Le Guin describe formas animales que transforman lentamente la mente de los magos, de modo que el delfín, oso u otra criatura llega a olvidar que era humano, lo que hace que les sea imposible volver a transformarse. Esto hace de este ejemplo uno en que un cambio de forma voluntario se convierte en una metamorfosis encarceladora. Aparte de esto, los usos de los cambios de forma, la transformación y la metamorfosis en la ficción son tan proteicos como las formas que adoptan los personajes. Algunas transformaciones son raras, como en "El príncipe canario," recopilado por Italo Calvino, una versión del cuento de Rapunzel en la que la transformación se usa para que el protagonista pueda entrar a la torre.

### Cambios punitivos
En muchos casos, las formas que son impuestas son de tipo punitivo. El castigo puede ser justo, cuando la naturaleza de la transformación es comparable al crimen por el que ocurre, o injusto, a manos de una persona poderosa y enojada. En los cuentos de hadas, tales transformaciones son usualmente temporales, pero suelen aparecer como el desenlace de mitos (como ocurre en muchas de las Metamorfosis) o producir mitos de origen.

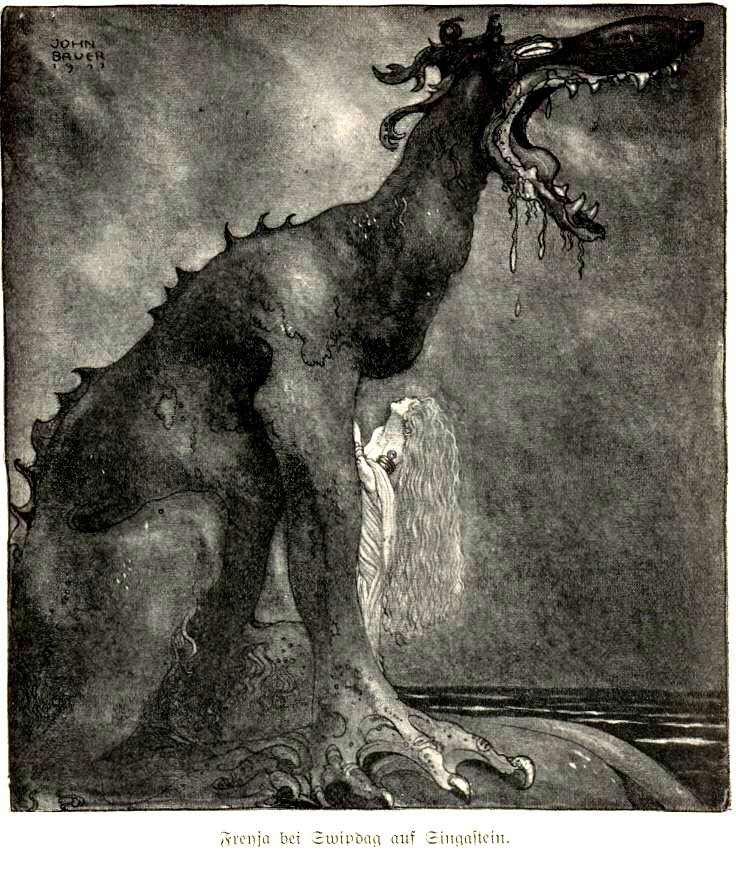
"Svipdag transformado" de John Bauer

### Persecución de transformación
En muchos cuentos de hadas y baladas, por ejemplo en la Child Ballad # 44, Los magos Twa o Granjero Weathersky, ocurre una persecución mágica en la que el perseguido cambia de formas sin cesar en un esfuerzo por escapar de su perseguidor, mientras que el perseguidor responde transformándose a su vez: a una transformación en paloma responde con una en halcón, y a una en liebre con la de un galgo. Es posible que el perseguido finalmente logre escapar o que el perseguidor sea quien triunfe.
El cuento de hadas de los hermanos Grimm Piñoncito (Fundevogel) usa este recurso como el principal ingrediente de su trama. En la colección italiana de fábulas de la campanesas Pentamerón, de Gianbattista Basile, se narra la historia de una princesa napolitana que, para escapar de su padre que la tenía encarcelada, se transforma en una osa enorme. Lo logra gracias a una poción que le da una anciana bruja. La chica, una vez escapa, logra recuperar su aspecto humano.
En otras variantes, el perseguido o perseguida puede transformar varios objetos en obstáculos, como en el cuento de hadas noruego "La criada maestra," en el que la protagonista transforma un peine de madera en un bosque, un terrón de sal en una montaña y un frasco de agua en un mar. En estos cuentos, es común que el perseguido o perseguida escape tras superar tres obstáculos. Esta persecución de obstáculos se encuentra literalmente en todo el mundo, en muchas variantes en cada región.
En los cuentos de hadas del tipo 313A de la clasificación Aarne-Thompson, La chica ayuda al héroe a escapar, tal persecución es parte integral de la historia. Puede ser una persecución con transformaciones (como ocurre en El príncipe agradecido, El Rey Kojata, Piñoncito, Jean el soldado y Eulalie la hija del diablo, o Los hijos de los dos reyes) o una persecución de obstáculos (como ocurre en La batalla de los pájaros, La paloma blanca o La criada maestra).
Con un propósito similar, un cautivo o cautiva puede transformarse para así romper un control sobre sí. Las transformaciones de Proteo o de Nereo ocurren para evitar que héroes como Menelao o Heracles les obligaran a darles información. El personaje de Tam Lin, en un cuento popular escocés, una vez capturado por Janet, fue transformado por las hadas para evitar que Janet se lo llevara, pero como Tam Lin le había aconsejado, ella no lo suelta y así lo libera. El motivo de capturar a una persona asiéndola sin soltarla a través de muchas transformaciones aparece en cuentos populares de toda Europa, motivo que Patricia A. McKillip referencia en su trilogía del Riddle-Master: un maestro de tierra metamorfoseante finalmente gana su libertad al asustar al hombre que lo sostiene.

### Poderes
Un motivo es la transformación con el objeto de obtener habilidades en la nueva forma. Se decía que los berserkers se transformaban en lobos u osos con el fin de luchar con mayor eficacia. En muchas culturas, magos malévolos podían transformarse en formas de animales para así moverse de manera surrepticia.
En muchos cuentos de hadas, el animal parlante que ayuda al héroe resulta ser un ser humano transformado, capaz de ayudarle en tal forma animal. En una variante de este motivo, que se encuentra por ejemplo en Los tres príncipes encantados o en La muerte de Koschei el inmortal, las tres hermanas del héroe se han casado con animales. Estos resultan ser hombres transformados que ayudan a su cuñado.
En un texto maya antiguo, el personaje cambia de formas, o Mestaclocan, tiene la habilidad de cambiar de apariencia y manipular las mentes de los animales. En una historia, el mestaclocan encuentra un águila moribunda. Transformándose en águila, convence a la moribunda ave de que, de hecho, no se está muriendo. Según cuenta la historia, los dos vuelan a los cielos y viven juntos por la eternidad.

### Bildungsroman
El cuento de La bella y la bestia se ha interpretado como una historia sobre cómo una joven alcanza la mayoría de edad, al pasar de sentir repugnancia por la actividad sexual y ver a su marido por tanto como bestial, a ser una mujer madura que puede casarse. Esta interpetación corresponde al género del bildungsroman o novela de aprendizaje.

### Elementos necesarios

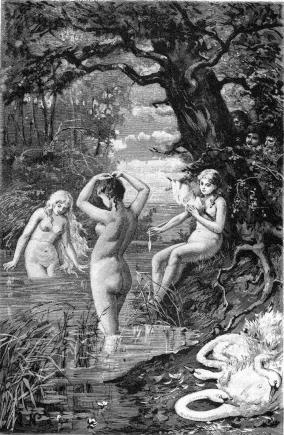
Valquirias como doncellas cisne, habiendo mudado sus pieles de cisne.

Algunos personajes que cambian de formas pueden transformarse solo si poseen algún artículo, por lo general una prenda de vestir. En Bisclavret, uno de los Lais de María de Francia, un hombre lobo no puede volver a su forma humana sin su ropa, pero cuando está en forma de lobo no le hace daño a nadie. El uso más común de este motivo, con todo, ocurre en cuentos en los que un hombre roba el artículo o prenda y obliga al personaje que cambia de formas, atrapado en forma humana, a convertirse en su esposa. Esto continúa hasta que la criatura descubre dónde está escondido el artículo y puede así huir. Es una historia típica en cuentos en los que aparecen las selkies, así como en cuentos de doncellas cisne o las tennin de los cuentos populares japoneses.
La escritora sueca Selma Lagerlöf, en El maravilloso viaje de Nils Holgersson, incluye una versión de la historia con los elementos típicos (un pescador que ve sirenas bailando en una isla y le roba a una de ellas la piel de foca, evitando que vuelva a su forma original para poder casarse con ella) y la vincula con la fundación de la ciudad de Estocolmo

### Conflicto interno
El poder de transformarse externamente puede simbolizar un salvajismo interior. Este es un tema central en muchos hilos argumentales de la mitología de los hombres lobo, así como en la inversión del tema de la "liberación," como ocurre en la  transformación del Dr. Jekyll en Mr. Hyde.

### Usurpación

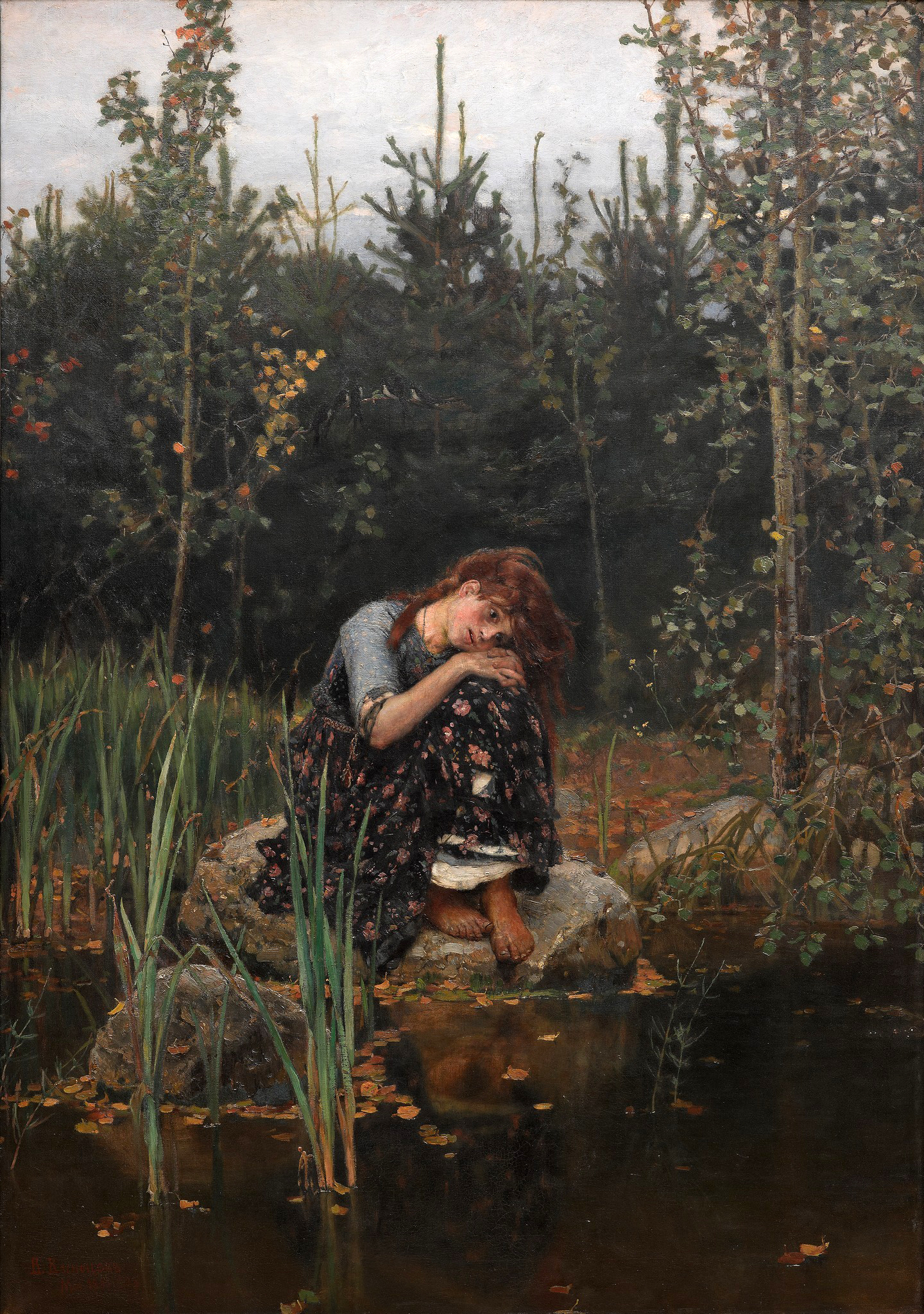
La hermana Alenushka llorando por el hermano Ivanushka de Viktor Vasnetsov, variante rusa de Hermano y hermana: Alenushka lamenta la transformación de su hermano en cabra.

Algunas transformaciones se hacen para sacar a la víctima de su lugar, de forma que quien se transforma pueda usurparlo. La esposa de Bisclavret le roba la ropa y lo deja atrapado en su forma de lobo porque tiene un amante. En el cuento de hadas finés/ruso El abedul maravilloso, una bruja transforma a una madre en oveja para tomar su lugar, y luego hace que sacrifiquen a la madre; cuando su hijastra se casa con el rey, la bruja la transforma en reno para poner a su propia hija en el lugar de la reina. En el cuento coreano La transformación de la kumiho, una kumiho, una zorra con poderes mágicos, se transformó en una imagen de una novia, y solo es detectada cuando se le quita la ropa. En Hermano y hermana, cuando dos niños huyen de su cruel madrastra, ésta hechiza los arroyos por el camino para transformarlos. Mientras que el hermano se abstiene de beber agua de los dos primeros, que amenazan con convertirlos en tigres y lobos, está demasiado sediento para el tercero, y se convierte en ciervo. En Los seis cisnes, también recopilado por los hermanos Grimm, los hermanos son transformados en cisnes por su madrastra, tal y como ocurre en la historia de los Hijos de Lir en la mitología irlandesa.

### Deseos mal pensados
Muchos personajes en los cuentos de hadas han expresado deseos mal pensados de tener un hijo, incluso si ha de tener otra forma al nacer, y en efecto les han nacido tales hijos. Al final del cuento de hadas, por lo general después del matrimonio, estos hijos se transforman en forma humana. Hans el erizo nació por el deseo de su padre de tener un hijo, incluso si era un erizo. Es posible encontrar formas aún más extrañas: Giambattista Basile incluyó en su Pentamerón el cuento de una niña que nació como una ramita de mirto, e Italo Calvino, en sus Cuentos populares italianos, narra la de una niña que nació como una manzana.
En ocasiones, a un padre o madre al que desea un hijo se le dice cómo tener uno, pero no obedece las instrucciones al pie de la línea, lo que resulta en un bebé transformado. En Príncipe Lindworm, la mujer se come dos cebollas, pero una de ellas sin pelar, lo que hace que su primogénito sea un lindworm (una suerte de dragón). En Tatterhood, una mujer crea mágicamente dos flores, pero no sigue las instrucciones de comer solo la más hermosa, lo que hace que tenga una hija hermosa y dulce, pero solo después de tener una que es repugnante y horrible.
De manera menos común, tales deseos desacertados pueden transformar a una persona después de su nacimiento. Los siete cuervos son transformados cuando su padre piensa que sus hijos están jugando en vez de estar buscando el agua para bautizar a su enfermiza hermana recién nacida, y entonces los maldice. En Puddocky, cuando tres príncipes comienzan a pelearse por la bella heroína, una bruja los maldice por el ruido que hacen.

### Novia/novio monstruosos
Los hijos deseados pueden convertirse en algunas historias en novias o novios monstruosos. Estos cuentos se han interpretado a menudo como representaciones simbólicas de matrimonios arreglados, de forma que la repulsión de la novia por tener casarse con un extraño es simbolizada por la forma bestial de éste.
Generalmente, la heroína debe enamorarse del novio transformado. El héroe o la heroína tienen que casarse, según fue prometido, y la boda borra la forma monstruosa. Sir Gawain transformó de esta manera a la dama Repugnante, si bien le dijeron que esto solo correspondía a la mitad del asunto, pues ella por su propia decisión podía ser hermosa de día y horrible de noche, o viceversa; Gawain le dijo que escogería lo que ella prefiriera, lo que rompe el hechizo por completo. En Tatterhood, éste se transforma cuando le pregunta al novio por qué no le preguntó las razones por las cuales montaba una cabra, cargaba una cuchara o era tan fea, y cuando él sí le preguntó, negándolo y por lo tanto transformando a la cabra en caballo, a la cuchara en un abanico y ella misma en una belleza. Puddocky se transforma cuando su príncipe, después de ella ayudarle con otras dos tareas, le dice que su padre lo ha enviado a buscarse una novia. Un efecto similar aparece en la Child ballad 34, Kemp Owyne, en la que el héroe puede transformar a un dragón en doncella besándolo tres veces.
En ocasiones, el novio se quita la piel de animal para su noche de bodas, punto al cual puede ser incinerada. Hans el erizo, El burro y El rey cerdo son todos cuentos que pertenecen a este grupo. En un extremo, en Príncipe Lindworm, la novia que evita ser devorada por el novio Lindworm llega a su boda vestida con todos los vestidos que tiene, y le dice al novio que se quitará cada uno de ellos si él se quita cada uno de los suyos; solo cuando ella se quita el último vestido, él se quita su última piel y se convierte en una figura blanca a la que ella puede dar la forma de un hombre.
En algunos cuentos, el héroe o la heroína deben obedecer una prohibición. Por ejemplo, la novia ha de pasar un período de tiempo sin ver al novio transformado en su forma humana (como ocurre en Este del sol y oeste de la luna), o el novio no debe quemar las pieles de animales. En El oso pardo de Noruega, El cangrejo dorado, La serpiente encantada y algunas variantes de La princesa rana, quemar la piel lleva a una catástrofe que pone en peligro a la novia o el novio transformados. En tales cuentos, la prohibición se rompe, invariablemente, lo que resulta en una separación y a que un cónyuge tenga que ir a buscar al otro.

### Muerte
A veces aparecen fantasmas en forma animal. En La famosa flor de los sirvientes, el esposo asesinado de la heroína se le aparece al rey en forma de paloma blanca sobre su propia tumba, lamentando el destino de la mujer. En La novia blanca y la novia negra y en Los tres hombrecitos del bosque, la verdadera novia asesinada (que murió ahogada) reaparece como un pato blanco. En El árbol de rosas y El árbol de enebro, los niños asesinados se convierten en pájaros que vengan su propia muerte. Hay cuentos populares africanos en los que víctimas de asesinato se vengan de sus asesinos en forma de cocodrilos que pueden transformarse a una forma humana.
En algunos cuentos de hadas, el personaje puede darse a conocer en cada nueva forma, de manera que un usurpador asesina repetidamente a la víctima en cada nueva forma. Esto ocurre en el cuento chino Belleza y Picadura de Viruela, y los rumanos Un collar de perlas entrelazado con flores doradas y Los niños con las estrellas doradas. Esto eventualmente lleva a una forma en la que el personaje (o personajes) pueden revelarle la verdad a alguien que es capaz de detener al villano.
De manera similar, transformarse de vuelta puede requerir acciones que serían fatales. En El león herido, la receta para convertir al león en príncipe era matarlo, despedazarlo, quemar los pedazos y arrojar las cenizas al agua. De manera menos drástica, pero no menos fatal, el zorro de El pájaro de oro, los potros de Los siete potros y los gatos de Lord Peter y de El gato blanco les piden a los héroes de esas historias que les corten la cabeza, lo que les devuelve a su forma humana. En el cuento griego de Escila, el padre de Escila, Niso, se convierte en águila tras morir y ahoga a su hija por haberle traicionado.

## Moderno

### Ficción
- En La princesa y Curdie (1883) deGeorge MacDonald, Curdie se entera de que muchos seres humanos, debido a sus actos, se están lentamente transformando en animales. Curdie recibe el poder de detectar tal transformación antes de que sea visible, y recibe la ayuda de bestias que han sido transformadas y que intentan volver a la humanidad.[42]
- L. Frank Baum concluyó La maravillosa tierra de Oz (1904) con la revelación de que cuando la princesa Ozma, a quien buscaban los protagonistas, era una bebé se había convertido en un niño, y que Tip (que la había estado buscando) era ese niño. Tip acepta que se revierta la transformación, pero Glinda la bruja buena está en contra de la magia de transformación, por lo que es la malvada bruja Mombi quien se encarga de ello.
- El cuento de ciencia ficción "Who Goes There?" de John W. Campbell (adaptado al cine como The Thing from Another World y The Thing ) gira alrededor de una forma de vida extraterrestre que puede transformarse y asumir la forma y recuerdos de cualquier criatura que absorba.[43]
- T. H. White, en su libro de 1938 La espada en la piedra, describe a Merlín y Madame Mim combatiendo en un duelo de magos, en el que los duelistas se transforman sin cesar hasta que uno llegue a una forma que podría destruir al otro.[44] También describe a Merlín transformando a Arturo en varios animales como una forma de enseñanza.[45]
- En Las Crónicas de Narnia de C. S. Lewis, el personaje Eustace Scrubb se transforma en dragón,[46] y el guerrero Rabadash en burro.[47] La transformación de Eustace no es estrictamente un castigo: el cambio simplemente revela la verdadera cara de su egoísmo. Se revierte una vez que se arrepiente y cambia su naturaleza moral. A Rabadash se le permite revertir su transformación, siempre que lo haga en un lugar público, de forma que sus antiguos seguidores sepan que había sido un asno. Se le advierte que, si alguna vez sale de nuevo de la ciudad capital, se convertirá en burro de manera permanente, y esto le impide liderar más campañas militares.
- Tanto los Earthmasters como sus oponentes en la trilogía de The Riddle-Master of Hed de Patricia A. McKillip (1976) hacen uso constantemente de sus habilidades de transformación para obtener los poderes de sus nuevas formas.[48]
- Los libros de fantasía contemporánea de James A. Hetley Dragon's Eye y Dragon's Teeth tratan sobre la familia Morgan de Stonefort, Maine, estadounidenses de la actualidad que son secretamente capaces de transformarse en focas a voluntad (y que hacen un uso constante de tal habilidad en sus combates contra varios otros personajes).
- En la serie Between States deSean Catt, el personaje principal Jake Palmer puede transformarse en puma. Palmer, secuestrado en la calle con más de veinte años de edad, se ve forzado a trabajar como un miembro (asesino) en una unidad encubierta de operaciones encubiertas de la CIA que utiliza individuos que se transforman en felinos para ejecutar extrajudicialmente a objetivos selectos. La CIA cree que ser asesinado por un gran felino solo podría interpretarse como un trágico accidente.

### Cultura popular
- En el episodio de Doctor Who "Terror of the Zygons" (1975), los principales antagonistas, llamados Zygons, pueden transformarse en humanos y en otros animales (p. ej., caballos). Sin embargo, necesitan que persona o animal copiado sigan con vida para poder volver a su forma natural.[49]
- Star Trek VI: Aquel país desconocido (1991) incluyó una prisionera que cambia de forma y que estuvo involucrada en casi asesinar a James Kirk, pero que en cambio resulta ella asesinada.
- En Corazón trueno (1992), protagonizada por Val Kilmer, el personaje de Jimmy Looks Twice elude su captura transformándose en una serie de animales.
- Los Fundadores son una raza de seres que pueden transformarse y que aparece en Star Trek: Deep Space Nine.
- La saga de Crepúsculo también incluye personajes que cambian de formas y que pueden transformarse en lobos y tener una fuerza, velocidad, temperatura corporal y proceso de envejecimiento sobrehumanos.[50]
- En Star Wars: Episodio II - El ataque de los clones (2002), Zam Wesell intenta asesinar a Padmé Amidala. Cuando Zam huye, Anakin va tras ella y descubre que es capaz de transformarse. Zam Wesell vuelve a su forma natural cuando es asesinada por su empleador.
- El álbum debut de la banda estadounidense Nahr Alhumam lleva el nombre de "Transmogrification," y contiene temas relacionados con el cambio de forma física y espiritual de la tierra como planeta.[51]
- En Supernatural, personajes que cambian de forma son criaturas recurrentes de la serie. El primero de estos personajes apareció por primera vez en la Temporada 1, Episodio 6 titulado "Skin" (piel).

### Citas
1. ↑  Richard M. Dorson, "Foreword", p xxiv, Georgias A. Megas, Folktales of Greece, University of Chicago Press, Chicago and London, 1970
2. ↑  Eddie Lenihan and Carolyn Eve Green, Meeting The Other Crowd: The Fairy Stories of Hidden Ireland, p. 80 ISBN 1-58542-206-1
3. ↑  Scottish Highlanders and Native Americans: indigenous education in the eighteenth-century Atlantic world Margaret Szasz 2007 University of Oklahoma Press
4. 1 2  Francis James Child, The English and Scottish Popular Ballads, v 1, pp. 336–7, Dover Publications, New York 1965
5. ↑  Perabo, L. D. 2017. Shapeshifting in Old Norse-Icelandic Literature, Roda da Fortuna. Revista Eletrônica sobre Antiguidade e Medievo, 6(1): 135–158.
6. ↑  Tor Books, 2003
7. ↑  "Armenian Mythology" by Mardiros H. Ananikiam, in Bullfinch's Mythology
8. ↑  Vanamali, Mataji Devi (2010). Hanuman: The Devotion and Power of the Monkey God Inner Traditions, USA. ISBN 1-59477-337-8. pp. 13.
9. ↑  Goldman, Robert P. (Introduction, translation and annotation) (1996). Ramayana of Valmiki: An Epic of Ancient India, Volume V: Sundarakanda. Princeton University Press, New Jersey. 0691066620. pp. 45–47.
10. 1 2  <Hatley, Shaman (2007). The Brahmayāmalatantra and Early Śaiva Cult of Yoginīs. University of Pennsylvania (PhD Thesis, UMI Number: 3292099. p. 14.
11. ↑  Fansler, Dean s.; Filipino Popular Tales;
12. ↑  Dorothea F. Bleek, Metamorfosis (mitología), p. 296, en Google Libros
13. ↑  Bleek (1875) A brief account of Bushman folklore and other texts
14. ↑  
«TNT Folklore». triniview.com. Consultado el 16 de enero de 2017.
15. ↑  
«Caribbean History Archives». Gerard A. Besson. Consultado el 16 de enero de 2017.
16. ↑  Aleksandra Kojic (18 de agosto de 2016). «Veles – The Slavic Shapeshifting God of Land, Water and Underground». Slavorum. Consultado el 8 de septiembre de 2017.
17. ↑  Katičić, Radoslav (2008). Božanski boj: Tragovima svetih pjesama naše pretkršćanske starine. Zagreb: IBIS GRAFIKA. ISBN 978-953-6927-41-8. Archivado desde el original el 18 de octubre de 2015. Consultado el 18 de octubre de 2021.
18. ↑  Joseph Jacobs, English Fairy Tales, "The Laidly Worm of Spindleston Heugh" Archivado el 13 de julio de 2013 en Wayback Machine.
19. ↑  Child, 1965, pp. 313–314.
20. ↑  Maria Tatar, p. 193, The Annotated Classic Fairy Tales, ISBN 0-393-05163-3
21. ↑  Brady, Loretta Ellen. The Green Forest Fairy Book. Boston: Little, Brown and Company. 1920. pp. 132–169.
22. ↑  Wilson, 1976, p. 94.
23. ↑  Marina Warner, From the Beast to the Blonde: On Fairy Tales And Their Tellers, p. 353 ISBN 0-374-15901-7
24. ↑  Colbert, 2001, pp. 28–29.
25. ↑  Vladimir Propp, Morphology of the Folk Tale, p. 57, ISBN 0-292-78376-0
26. ↑  Vladimir Propp, Morphology of the Folk Tale, p 57, ISBN 0-292-78376-0
27. ↑  Stith Thompson, The Folktale, p. 56, University of California Press, Berkeley Los Angeles London, 1977
28. ↑  Stith Thompson, The Folktale, p. 89, University of California Press, Berkeley Los Angeles London, 1977
29. ↑  Colbert, 2001, p. 23.
30. ↑  John Grant and John Clute, The Encyclopedia of Fantasy, "Transformation", p 960 ISBN 0-312-19869-8
31. ↑  Stith Thompson, The Folktale, pp. 55–6, University of California Press, Berkeley Los Angeles London, 1977
32. ↑  Jones, 1995, p. 84.
33. ↑  Online text of Ch. VII in The Wonderful Adventures of Nils
34. ↑  Tatar, 2004, p. 226.
35. ↑  Maria Tatar, Off with Their Heads! p. 60 ISBN 0-691-06943-3
36. ↑  Maria Tatar, The Annotated Brothers Grimm, p 136 ISBN 0-393-05848-4
37. ↑  Maria Tatar, Off with Their Heads! pp. 140–141 ISBN 0-691-06943-3
38. ↑  Wilson, 1976, p. 89.
39. ↑  Child, 1965, p. 306.
40. ↑  Steiger, B. (1999). The Werewolf Book: The Encyclopedia of Shape-Shifting Beings. p. 67. ISBN 978-1-57859-078-0.
41. ↑  Maria Tatar, The Hard Facts of the Grimms' Fairy Tales, pp. 174–5, ISBN 0-691-06722-8
42. ↑  Stephen Prickett, Victorian Fantasy p. 86 ISBN 0-253-17461-9
43. ↑  Steiger, B. (1999). «Werewolf and Shapeshifter Filmography». The Werewolf Book: The Encyclopedia of Shape-Shifting Beings. p. 385. ISBN 978-1-57859-078-0.
44. ↑  This scene is omitted in the story as depicted in The Once and Future King; see L. Sprague de Camp, Literary Swordsmen and Sorcerers: The Makers of Heroic Fantasy, p. 266 ISBN 0-87054-076-9
45. ↑  John Grant and John Clute, The Encyclopedia of Fantasy, "Transformation", p. 960 ISBN 0-312-19869-8
46. ↑  Erik J. Wielenberg, "Aslan the Terrible" pp. 226–7 Gregory Bassham ed. and Jerry L. Walls, ed. The Chronicles of Narnia and Philosophy ISBN 0-8126-9588-7
47. ↑  James F. Sennett, "Worthy of a Better God" p. 243 Gregory Bassham ed. and Jerry L. Walls, ed. The Chronicles of Narnia and Philosophy ISBN 0-8126-9588-7
48. ↑  John Grant and John Clute, The Encyclopedia of Fantasy, "Shapeshifting", p. 858 ISBN 0-312-19869-8
49. ↑  «The Doctor Who Reference Guide: The Zygon Who Fell to Earth».
50. ↑  Meyer, Stephenie (2008). Breaking Dawn. Little, Brown and Company. ISBN 9780316032834.
51. ↑  «Transmogrification».